# 南島原市立堂崎小学校
南島原市立堂崎小学校（みなみしまばらしりつ どうざきしょうがっこう）は、長崎県南島原市有家町大苑（おおぞの）にある公立小学校。

## 概要
歴史
1875年（明治8年）に堂崎村に開校した「石田小学校」と「浜小学校」の2校が1883年（明治16年）に統合されて「堂崎小学校」となった。2015年（平成27年）に創立140周年（統合132周年）を迎える。
学校教育目標
「敬の心をもち、自ら学び、たくましく生きる子どもの育成」
校章
校名の堂崎の頭文字「ど」を図案化したものを背景にして「小」の文字を置いている。
校歌
作詞は浦末彦による。作曲者は不詳。歌詞は2番まであり、各番に校名の「堂崎」が登場する。
校区
住所表記で南島原市有家町の後に「大苑、石田、原尾」が続く地域。中学校区は南島原市立有家中学校。

## 沿革
- 1875年（明治8年）7月 - 「第五大学区第二中学区[3] 石田小学校」・「第五大学区第二中学区 浜小学校[1]」の2校が開校。八郎木分校を開設。
- 1876年（明治9年）2月 - 長崎県により設立が正式に認可される[4]。
- 1877年（明治10年）6月4日 - 学区改正[5]により、「第五大学区第二中学区[6] 石田小学校」・「第五大学区第二中学区 浜小学校」に改称。
- 1878年（明治11年）12月24日 - 郡制の施行に伴い学区が改正され、「南高来郡隅田部[7] 石田小学校」・「南高来郡隅田部 浜小学校」となる。
- 1883年（明治16年）7月 - 石田小学校と浜小学校の2校が統合され、「堂崎学区初等堂崎小学校」となる。石田名新切に分教室を開設。
- 1884年（明治17年）7月 - 大苑名洲崎の吉田清治宅の一部を校舎として移転。
- 1885年（明治18年）2月 - 六郎木に分教室を開設。
- 1886年（明治19年）8月 - 小学校令の施行により、簡易科（修業年限3年）を設置の上「簡易堂崎小学校」として独立。石田分教室・六郎木分教室を廃止。
- 1888年（明治21年）11月 - 古城に学校形態を整え、校舎を新築し移転を完了。
- 1889年（明治22年）4月 - 町村制の実施により、堂崎村立の小学校となる。
- 1893年（明治26年）7月 - 小学校令の改正により、「堂崎尋常小学校」と改称。
- 1903年（明治36年）11月 - 木場（こば）分教場を開設。
- 1908年（明治41年）4月 - 義務教育年限が4年から6年に延長されたことにより、尋常科5年を新設。
- 1909年（明治42年）4月 - 尋常科6年を新設。
- 1912年（明治45年）4月 - 高等科（修業年限2年）を併設し、「堂崎尋常高等小学校」に改称（尋常科6年・高等科2年）。
- 1921年（大正10年）11月 - 現在地に校舎を新築して移転を完了。
- 1939年（昭和4年）5月 - 高等科修了者を対象にした補習科（修業年限1年）を設置（尋常科6年・高等科2年・補習科1年）。
- 1931年（昭和6年）3月 - 補習科を廃止。
- 1941年（昭和16年）4月1日 - 国民学校令の施行に伴い、「堂崎村国民学校」に改称。尋常科を初等科に改める（初等科6年・高等科2年）。
- 1947年（昭和22年）4月1日 - 学制改革（六・三制の実施）が行われる。
  - 堂崎村国民学校の初等科が改組され、「堂崎村立堂崎小学校」となる。木場分教場を木場分校とする。
  - 堂崎村国民学校の高等科が改組され、新制中学校「堂崎村立堂崎中学校[8]」が発足。校舎が完成するまでの間、小学校に併設される。
- 1948年（昭和23年） 
  - この年 - 育友会が発足。
  - 2月11日 - 古城（旧・小学校校地）に堂崎中学校の校舎が完成。これにより併設を解消。
- 1956年（昭和31年）9月30日 - 堂崎村が有家町に統合されたことにより、「有家町立堂崎小学校」に改称。
- 1965年（昭和40年）5月 - 校舎を改築。

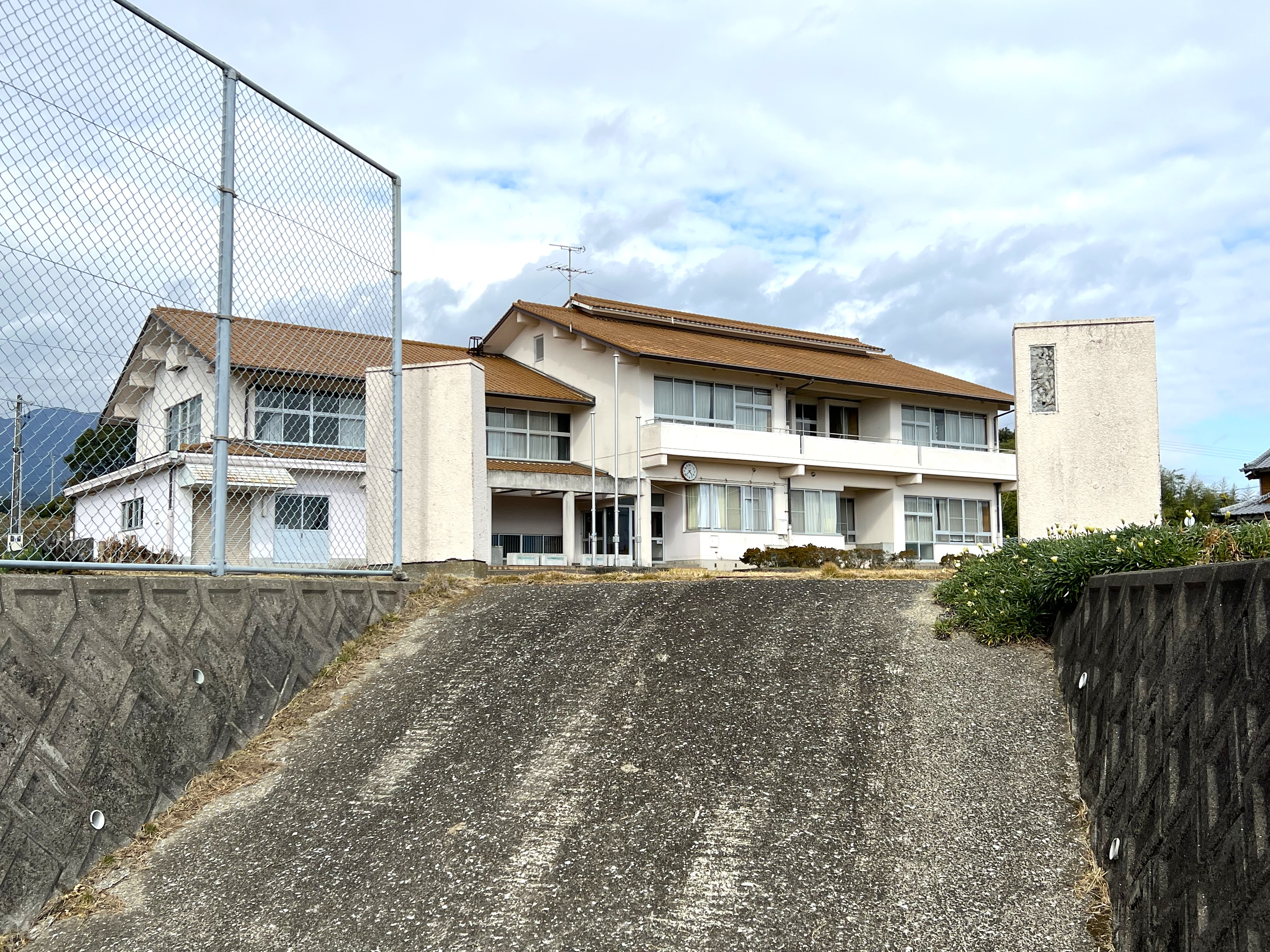
旧・木場分校跡

- 1972年（昭和47年）8月 - プールが完成。
- 1976年（昭和51年）
  - 2月 - 体育館が完成。
  - 3月10日 - 創立100周年記念式典を挙行。
- 2006年（平成18年）3月31日 - 南島原市の発足に伴い、「南島原市立堂崎小学校」（現校名）に改称。
- 2014年（平成26年）3月31日 - 木場分校を廃止（最終所在地:南島原市有家町原尾2699番地,北緯32度41分10.3秒 東経130度19分43.4秒）。

## 交通アクセス
最寄りのバス停
- 島鉄バス 「堂崎局前」バス停

最寄りの県道
- 国道251号（島原街道）

最寄りの鉄道駅
- かつては島原鉄道 島原鉄道線の「堂崎駅」があったが、2008年（平成20年）3月末に廃止された。

## 周辺
- 堂崎郵便局

## 参考資料
- 「有家町郷土誌」（1981年（昭和56年）3月31日発行, 有家町教育委員会）p.490 -
- 「長崎新聞に見る長崎県戦後50年史（1945～1995）」（1995年（平成7年）8月9日発行, 長崎新聞社）「有家町」